# Église Saint-Matthieu d'Orliac
Pour les articles homonymes, voir Église Saint-Matthieu.
L'église Saint-Matthieu est une église catholique située à Orliac, en France, et datant principalement du XIIe siècle.

## Localisation
L'église est située au sud-est du département français de la Dordogne, en Périgord noir, dans le bourg d'Orliac.

## Historique et architecture
Construite au XIIe siècle, l'église Saint-Matthieu est d'architecture romane. Son chœur s'élève plus haut que la nef et forme un « T » avec elle. Son chevet à trois arcatures est plat et sans ouverture. Surmonté du clocher, le porche a été refait au XVIIe siècle,.
L'édifice est inscrit au titre des monuments historiques le 28 mai 1951.